# عدد گنگ درجه دو
در ریاضیات، عدد گنگ درجه دو (انگلیسی: Quadratic irrational number) عدد گنگی است که جواب یک معادله درجه دو با ضرایب گویایی است که نمی‌توان آن را به اعداد گویای کوچکتری ساده کرد. از آنجا که می‌توان با ضرب هر دو طرف معادله در مخرج مشترک کسرها، آن کسرها را برطرف کرد تا ضرایب به اعداد صحیح تبدیل شوند، هر عدد گنگ درجهٔ دو ریشهٔ گنگ معادله‌ای درجه دو خواهد بود که ضرایبش عدد صحیح هستند. مجموعهٔ اعداد گنگ درجه دو زیر مجموعه اعداد مختلط است و از آن‌جایی که نوعی عدد جبری درجه دو است می‌توان هر کدام از اعضای آن را به شکل
{\displaystyle {a+b{\sqrt {c}} \over d},}
نشان داد که در آن a, b, c, d اعداد صحیح، b، c و d غیر صفر، و c عددی نامربع است، یعنی بر هیچ مربع کاملی به جز ۱ بخش‌پذیر نیست. اگر c مثبت باشد حاصل عدد گنگ درجهٔ دوی حقیقی و اگر c منفی باشد حاصل عدد گنگ درجهٔ دوی مختلط خواهد بود.